# Camden (Tennessee)
 Camden  – miasto w Stanach Zjednoczonych, w stanie Tennessee, w hrabstwie Benton. Według danych z 2000 roku miasto miało 3828 mieszkańców.